# Egy ropi naplója – Karácsony: Négy fal között
Az Egy ropi naplója – Karácsony: Négy fal között (eredeti cím: Diary of a Wimpy Kid Christmas: Cabin Fever) 2023-ban bemutatott amerikai–kanadai 3D-s számítógépes animációs filmvígjáték, amelyet Luke Cormican rendezett, Jeff Kinney azonos című regénye alapján. A 2022-es  Egy ropi naplója: Rodrick a király című film folytatása.
Amerikában és Magyarországon 2023. december 8-án a Disney+ mutatta be. 2024. december 7-én a Disney Channel is bemutatta.

## Cselekmény
Karácsony van, Greg igyekszik jó gyerek maradni, hogy megkaphassa az új Mega Station 9000 videojáték-konzolt. Két hete van hátra, miközben édesanyja, Susan megpróbálja ünnepi hangulatba hozni a családot. Bemutatja nekik Elfrendót, egy hátborzongató plüss manó babát, amit a nagymamája készített gyerekkorában, és aki állítólag minden lépését figyeli a Télapónak, és Greg számára bosszúságforrássá válik.
Hogy jó maradjon, Greg ráveszi Rowley-t, építsen vele hóembert, de olyan nagy hógolyót hoz létre, hogy az felszaggatja a füvet. Az utcán egy hókotró nőt a gyerekek megszólítanak. Greg és Rowley véletlenül eldobják a hógolyójukat az utcán, ami megrongálja a hókotró lapátját, majd elfutnak a nő elől. Mivel tudják, hogy ruhadarabjaik alapján azonosítani fogják őket, egy kukába dobják őket. Amikor hazatérnek, Susan rákényszeríti a családot egy karácsonyi városnézésre, ahol Greg megtudja, hogy a kuka valójában egy játékadománygyűjtő volt. Másnap a "támadók" körözési plakátjai mindenfelé ki vannak függesztve, Greg és Rowley pedig azt tervezik, hogy visszaszerzik a holmijukat.
Másnap egy hóvihar miatt Greg apja, Frank  aggódik. A család kénytelen bent maradni a házban, amíg a vihar elvonul, ami napokig is eltarthat; ezt még nehezebbé teszi, amikor az áram is elmegy. Greg jobban érzi magát, amikor rájön, hogy a családja mégiscsak szerzett neki játékkonzolt, de a családon nagyon feszült. Susan megpróbálja felélénkíteni mindenki ünnepi hangulatát, Frank megpróbál leltárt tartani, bár észreveszi, hogy hirtelen eltűntek dolgok, Rodrick pedig megpróbálja a csengőkamera áramellátását, hogy megtalálja a hógolyó bűnöseit, miután tévesen azt feltételezi, hogy két középiskolás ellopta Greg és Rowley holmiját. A családot kezdi elkapni a kabinláz, és vitatkozni kezdenek egymással, amit tovább ront, amikor a vízvezetékük is elreped. Amikor Manny eltűnik, a család keresi őt, és rájönnek, hogy a család készleteinek nagy részét felhalmozza.
Heffleyék végül megnyugszanak, és mivel karácsony este van, úgy döntenek, hogy egy ajándékot hamarabb kibontanak, így mindenki jobban érzi magát. Greg arra számít, a korai ajándék a videojáték-konzol lesz, de ehelyett a nagymamájától kapott ruhadarabokat találja benne. Észreveszik, hogy elállt a havazás, és Greg kioson, hogy véghezvigye tervét. Rowley-val együtt eljutnak a játékadománygyűjtőhöz, bár a hó miatt ásniuk kell érte. Greg megtalálja a holmijukat, de Rowley otthagyja, amikor megérkezik a korábbi hókotró hölgy. A nő le van nyűgözve attól, hogy Greg az összes havat ellapátolta, és felajánlja neki, hogy visszaviszi a házához. Greg megtudja, hogy a nő egyedülálló anya, aki csak mellékállásban hókotrással foglalkozik, hogy eltartsa magát és fiát, Tylert. Szeretett volna neki egy Mega Stationt venni, de nem engedheti meg magának. Greg jó viszonyban távozik a nővel, bár a nő észreveszi a ruhadarabokat, amiket visszaszerzett, megbocsát neki.
Greg éppen akkor tér vissza, amikor a környéken visszatér az áram, és a család ünnepel. Látják, hogy egy rendőrautó áll meg, és rájönnek, Greg a hógolyó elkövetője. Heffleyék inkább úgy döntenek, hogy elrejtik a bizonyítékot, de Greg úgy dönt, hogy feladja magát. Kiderül, hogy a rendőrök csak adományokat kerestek, és Greg úgy dönt, hogy átadja a Mega Stationt a hókotró nőnek és Tylernek. Greg most még jobban megbecsüli a családját, de megígéri magának, hogy helyette a jövőre megjelenő videojáték-konzolt veszi meg. Elfrendót kidobja a kukába, bár az visszatér, és folyamatosan vigyáz Gregre.

## Szereplők
| Szereplő         | Eredeti hang         | Magyar hang           | Leírás                                            |
| ---------------- | -------------------- | --------------------- | ------------------------------------------------- |
| Greg Heffley     | Wesley Kimmel        | Vida Bálint           | Hetedikes, aki arra vágyik, hogy népszerű legyen. |
| Rowley Jefferson | Spencer Howell       | Vizler Deján          | Greg gyerekes legjobb barátja.                    |
| Susan Heffley    | Erica Cerra          | Peller Anna           | Greg anyja.                                       |
| Frank Heffley    | Chris Diamantopoulos | Welker Gábor          | Greg apja.                                        |
| Rodrick Heffley  | Hunter Dillon        | Tóth Márk             | Greg agresszív bátyja.                            |
| Manny Heffley    | Gracen Newton        | Holló-Zsadányi Norman | Greg bajkeverő öccse.                             |
| Gabby            | Lisa Ann Walter      | Pokorny Lia           | Hókotró hölgy.                                    |
| Fregley          | Christian Convery    | Peregovits Dániel     | Greg furcsa osztálytársa.                         |

### Magyar változat
- Magyar szöveg: Kovács Réka Kinga
- Hangmérnők: Fogas Ákos
- Vágó: Sári-Szemerédi Gabriella
- Gyártásvezető: Kincses Tamás
- Szinkronrendező: Majoros Eszter
- Produkciós vezető: Kónya Andrea

A szinkront a Mafilm Audio Kft. készítette.

## A film készítése
A Négy fal között animációs adaptációja eredetileg 2012 decemberében kezdődött, és a Fox animációs ünnepi különkiadásának szánták. 2013 augusztusában Kinney nyilvánosságra hozta, hogy ez egy félórás televíziós különkiadás lesz, és valamikor 2014 végén sugározza majd a Fox. Ez a különkiadás sosem jelent meg, és a rajta végzett túlórák végül az eredeti Egy ropi naplója animációs filmmé alakultak át. Később, 2021. október 23-án, az első animációs film megjelenése előtt Jeff Kinney elárulta, hogy már készülnek a folytatások. 2023 januárjában egy Kinney-vel készült interjúban jelentették be, hogy a projekt a Négy fal között adaptációja lesz.